# Pavlovac (Szluin)
 Pavlovac  falu Horvátországban, Károlyváros megyében. Közigazgatásilag Szluinhoz tartozik.

## Fekvése
Károlyvárostól 34 km-re délre, községközpontjától 9 km-re északra, a Kordun területén fekszik.

## Története
A falunak 1857-ben 187, 1910-ben 231 lakosa volt. Trianonig Modrus-Fiume vármegye Szluini járásához tartozott. 2011-ben  6 lakosa volt.

## Lakosság
| Lakosság változása | Lakosság változása | Lakosság változása | Lakosság változása | Lakosság változása | Lakosság változása | Lakosság változása | Lakosság változása | Lakosság változása | Lakosság változása | Lakosság változása | Lakosság változása | Lakosság változása | Lakosság változása | Lakosság változása | Lakosság változása |
| ------------------ | ------------------ | ------------------ | ------------------ | ------------------ | ------------------ | ------------------ | ------------------ | ------------------ | ------------------ | ------------------ | ------------------ | ------------------ | ------------------ | ------------------ | ------------------ |
| 1857               | 1869               | 1880               | 1890               | 1900               | 1910               | 1921               | 1931               | 1948               | 1953               | 1961               | 1971               | 1981               | 1991               | 2001               | 2011               |
| 270                | 298                | 280                | 342                | 325                | 369                | 293                | 323                | 303                | 185                | 108                | 88                 | 0                  | 0                  | 33                 | 35                 |